# Victor Maurice Fontaine
Pour les articles homonymes, voir Fontaine.
 (mars 2025).
- Si vous ne connaissez pas le sujet, laissez ce bandeau (vous pouvez alors contacter les auteurs).
- Si vous supprimez le contenu mis en cause (vous pouvez préalablement contacter les auteurs),

argumentez précisément cette suppression dans la page de discussion
(un manque de référence n'est pas un argument ; une recherche réelle de référence doit avoir été effectuée, être formellement documentée).
 (mars 2025).
Motif : l'article ne comporte pas de sources centrées, même primaires. J'ai recherché des sources supplémentaires, je n'ai identifié que la base Léonore.
- Archive Wikiwix
- Bing
- Cairn
- DuckDuckGo
- E. Universalis
- Gallica
- Google
- G. Books
- G. News
- G. Scholar
- Persée
- Qwant
- (zh) Baidu
- (ru) Yandex
- (wd) trouver des œuvres sur Wikidata

| 1. | Préciser le motif de la pose du bandeau. | Précisez le motif de la pose du bandeau en utilisant la syntaxe suivante : {{admissibilité à vérifier\|date=mars 2025\|motif=remplacez ce texte par le motif}}                               |
| 2. | Informer les utilisateurs concernés.     | Pensez à avertir le créateur de l'article, par exemple, en insérant le code ci-dessous sur sa page de discussion : {{subst:avertissement admissibilité à vérifier\|Victor Maurice Fontaine}} |

Victor Maurice Fontaine, né à Cherbourg le 26 septembre 1857 et mort dans la même ville le 7 juin 1933, est un officier supérieur français de la Marine.

## Biographie
Fils aîné de Charles Louis Fontaine (1818-1868) commissaire de la Marine nationale française, Victor Maurice Fontaine est le frère aîné de Charles Antoine, capitaine de frégate.
Il entre au Borda le 1er octobre 1873. Aspirant de 2e classe le 1er août 1875, il est embarqué en 1876 sur la frégate d'application La Renommée.
Le 5 octobre 1876, et il est nommé aspirant de 1re classe et affecté sur le cuirassé de 1er rang Gauloise dans l'escadre d'évolutions commandée par le commandant Léopold Pallu de La Barrière (1828-1891), le 1er janvier 1879. Promu enseigne de vaisseau le 29 janvier 1879, il embarque à bord du transport de troupes Loire, comme second de quart sous les ordres du commandant Alexandre Marie du Crest de Villeneuve (1813-1892). Le 1er juin 1879, le navire appareille de Brest, fait escale à Rochefort le 5 juin pour embarquer ses passagers, puis fait une escale à Ténériffe du 23 au 30 juin, pour arriver à Nouméa le 30 septembre, débarquant les 348 forçats de ce 41ème convoi de transportés sur lequel il n'y eut aucun décès. Le 1er novembre 1879 La Loire quitte Nouméa, avec à son bord 295 déportés de la Commune amnistiés, et fait escale à Sainte-Hélène le 11 janvier 1880, et il est de retour à Brest le 5 mars.
En 1881, il est à bord de La Moselle ,, transport à hélice affecté au service des transports réguliers sur les côtes de France, sous le commandement du commandant Paul Gaspard Albert Servan (1842-1932). Il participe aux expéditions de la conquête de la Tunisie à bord du cuirassé Trident en 1882 dont il dirige la batterie de 14 et le canon de 65, sous les ordres du CV Jules Caubet (1828-1912) faisant partie de l'escadre de la Méditerranée, sous les ordres du vice-amiral Henri Garnault, composée des navires Colbert, Revanche, Friedland, Trident, La Surveillante et Marengo ; la division de l'escadre du Levant, sous les ordres du contre-amiral Alfred Conrad, composée de La Galissonnière et des cuirassés Reine Blanche et Alma, les transports Sarthe et L'Intrépide et les canonnières Hyène, Chacal et Le Léopard. La ville est bombardée pendant plusieurs jours.
Lieutenant de vaisseau en septembre 1884, et à bord de l'aviso de stations à hélice Mouette; le 4 novembre 1884, puis en 1885, il est nommé aide-de-camp du vice-amiral commandant le port militaire de Cherbourg : Abel Bergasse Du Petit Thouars (1832-1890).
En 1886, Victor Fontaine est à l'école des défenses sous-marines de l'arsenal de Rochefort sur le navire Le Messager, sous le commandement d'Adolphe Mathieu, et de l'instructeur Émile Louis Joseph Ternet (1846-1933), puis l'année suivante à bord d'un torpilleur affecté à la défense mobile de Cherbourg, sous le commandement du commandant René Pillot (1846-1897).[réf. souhaitée]
En 1888, il est officier en second sur l’Indre', affecté au transport sous les ordres du commandant Jean Baëhme (1849-1918). l'année suivante, il est au Bmt[Quoi ?] central de la réserve à Cherbourg, et nommé chevalier de la Légion d'honneur. En 1890, il est sur l’Algésiras, vaisseau école des torpilles à Toulon, sous les ordres du commandant Gabriel Henri Godin (1838-1932), puis le 18 décembre 1890 du commandant Arthur Marie Xavier de Sales de Banières (1836-1915). Il est alors proposé pour le commandement d'un aviso torpilleur.
En 1892, il est officier en second, affecté à la défense mobile de Cherbourg, sous les ordres du commandant Jules Alexandre Ingouf (1846-1901).
Le 1er janvier 1894, il est nommé à la Division navale volante et d'instruction sous les ordres du commandant Marie Louis Adolphe Ferrand (1842-1927) porte pavillon du contre-amiral Jean-Charles-Alexandre Sallandrouze de Lamornaix (1840-1899), commandant en chef de cette division navale, et commande le 3e quart.
Il est à bord du croiseur Naïade, lorsqu'il fait une chute de 3 mètres dans une soute à munitions ouverte et non éclairée, lors d'une escale à Ponta Delgada aux Açores. Il est arrêté trois mois avec des contusions de la colonne vertébrale ce qui va l'handicaper pendant plusieurs années, et sa carrière sera affectée par ce problème. Il est nommé à l'état-major du 1er ARDT, chargé du service général à Cherbourg. Les années 1895, 1896 et 1897 seront des années de convalescence car il est imparfaitement remis de son accident. Le 20 mars 1895 il est nommé rapporteur du 1er Conseil de guerre maritime permanent du 1er arrondissement maritime à Cherbourg dont il prend possession le 1er janvier 1897.
Le 15 avril 1898, il est promu commandant d'un groupe de torpilleurs, à la défense mobile du 1er arrondissement maritime à Cherbourg, sous les ordres du commandant Richard et le 10 octobre 1899 il est chargé du 5e groupe de torpilleurs en réserve à Cherbourg dont le T.199.
En 1899, paraissant remis de ses blessures, il est promu 3e commandant sur le cuirassé Marceau, sous les ordres du commandant Georges Ernest Lecomte (1849-1902). Du fait de sa santé, il est renommé en 1900 à la Défense mobile de Cherbourg et commande un groupe de torpilleurs en réserve. En 1901, il reçoit une nouvelle affectation à la Défense mobile de la Corse sur le torpilleur de haute mer Chevalier, de janvier à avril 1901,.
Le 1er mai 1901, il prend le commandement du torpilleur de haute mer Cyclone pour assurer la défense mobile de la Corse. Il est promu capitaine de frégate le 23 mai 1902 et obtient la médaille militaire.
En 1903, il est à bord du croiseur protégé Friant, en qualité de commandant en réserve normale. Du 1er janvier 1903 au 1er janvier 1904, il commande en Second sur le cuirassé Iéna, successivement sous les ordres de Eugène Alphonse Voiellaud (1853-1903) porte-pavillon du contre-amiral René-Julien Marquis (1846-1929) commandant de la 2e division de l'escadre de la Méditerranée, puis du capitaine de vaisseau Auguste Joseph Marie Georges Bouxin (1853-1924), porte-pavillon du contre-amiral Léon Barnaud (1845-1909).
En 1905, il est envoyé à Toulon où il commande six groupes de la réserve spéciale, et l'année suivante, il est nommé commandant du cuirassé Neptune. En 1907, il assure à Cherbourg le commandement du garde-côtes à bord du cuirassé Jemmapes. Atteint d'une nouvelle blessure le 30 mars 1908, il passe pour raison de santé dans le cadre de la résidence à terre et il est promu officier de la Légion d'honneur.
En 1909, il commande l'Atelier central de la Flotte à Cherbourg.
En 1914, à la majorité générale il est aide-major chargé de la police de l'arsenal, et chef de la prison maritime. Le 19 juin 1917, mise à la retraite et en réserve, il demande à être maintenu dans ses fonctions d'aide major et reçoit un avis favorable.
En 1919, il est commissaire du Gouvernement à la Justice maritime. Rayé de la réserve le 19 juin 1922 après 49 ans dans la Marine, il meurt en 1933.

### Distinctions
- Chevalier de la Légion d'honneur, (1889).
- Officier de la Légion d'honneur par décret du 31 décembre 1908.
- Médaille militaire.

### Famille
- Charles Louis Fontaine (1818-1868), , officier de la Marine française, est le père de :
  - Victor Maurice Fontaine (1857-1933), Officier de la Marine française, promotion 1873 ;
  - Charles Antoine Fontaine (1864-1943), Officier de la Marine française, promotion 1879 père de :
    - Paul Louis Antoine Fontaine (1899-1976), officier de la Marine française, marié le 26 avril 1924 à Les Rifflets, Auch avec Geneviève Antoinette Wanda dite "Pouchette" Wayne d'Arche (1899-1976) union sans postérité[Note 4].
    - Marcel Henri Alphonse Fontaine (1900-1942), officier de la Marine française. Il épouse, le 20 décembre 1935 à Sanvic en Seine-Maritime Charlotte Anne Marie Andrée Presle, née le 13 juin 1913 au Havre fille de Alfred Jules Presle, courtier et Charlotte Marie Louise Ernestine Feuchères, son épouse [Note 5].

De cette union naîtront :
- Olivier (septembre 1936) ;
- Emmanuel (Avril 1939-Février 2023) ;
- Laurent (Octobre 1940).

Trois enfants qui ont respectivement, 6, 3 et 2 ans à la mort pour la France de leur père. La famille avait une habitation à Saint-Servan.